# Borghiella tenuissima
Borghiella tenuissima is een soort in de taxonomische indeling van de Myzozoa, een stam van microscopische parasitaire dieren. Het organisme komt uit het geslacht Borghiella en behoort tot de familie [[]]. Borghiella tenuissima werd ontdekt door Moestrup, Gert Hansen & Daugberg.